# Stomatorbininae
Stomatorbininae es una subfamilia de foraminíferos bentónicos de la familia Mississippinidae, de la superfamilia Discorboidea, del suborden Rotaliina y del orden Rotaliida. Su rango cronoestratigráfico abarca desde el Ypresiense (Eoceno inferior) hasta la Actualidad.

## Clasificación
Stomatorbininae incluye a los siguientes géneros:
- Schlosserina †
- Stomatorbina

Otro género considerado en Stomatorbininae es:
- Sistanites, de posición taxonómica incierta